# ディエゴヴェラスケス (競走馬)
ディエゴヴェラスケス（Diego Velazquez）は、アイルランドの競走馬である。主な勝ち鞍は2025年のジャック・ル・マロワ賞。

## 概要

### 2歳（2023年）
8月12日のカラ競馬場の未勝利戦をライアン・ムーアを背にデビューして初勝利を挙げた。
続いて9月9日のチャンピオンズジュベナイルステークスに単勝オッズ1.53倍の1番人気で出走。最内枠から進路を主張して包まれないような進路を確保する。直線では大きな完歩で加速していって逃げ粘るキャピュレットを捩じ伏せて半馬身差で快勝を果たした。
その後は10月28日のフューチュリティトロフィーにジェームズ・ドイルを騎乗させて2番人気で出走。勝ち馬のエインシャントヴィズダムの後ろで構えるも伸び切れずに6着に敗れた。

### 3歳（2024年）
5月12日のプール・デッセ・デ・プーランにクリストフ・スミヨンを乗せて4番人気で出走して4着。6月2日のジョッケクルブ賞にはムーアを乗せて8番人気で出走して8着。21日のキングエドワード7世ステークスはカランダガンの10着と大敗した。
7月18日のメルドステークスでは馬群から離れた外目を通って2番手を確保してコーナーに進入。直線の入り口から大外に持ち出されて追い出されると。瞬く間に先頭に立って2着に7馬身差を付ける圧勝を挙げた。
その後は9月14日のソロナウェイステークスに圧倒的1番人気で出走。大外枠から積極的に位置を取りに行って2番手を確保する。残り2ハロンとなった直線入口で先頭に立って後続を寄せ付けずに2着のムタサレフに1馬身半差を付けて快勝。通算3度目のグループ競走制覇とした。
その後はアメリカに渡り、11月2日のブリーダーズカップ・マイルに出走予定だったが、体調不良で出走を取り消した。

### 4歳（2025年）
6月17日のクイーンアンステークスに6番人気で出走してドックランズの9着と惨敗した。
続いて7月20日のミンストレルステークスに1番人気で出走。2番手からの追走から残り1ハロンのところで抜け出すと、後続の追撃をクビ差で退けて4度目のグループ競走制覇を挙げた。
ジャック・ル・マロワ賞を前に2026年からイギリスのナショナルスタッドで種牡馬入りすることが報じられた。
8月17日のジャック・ル・マロワ賞にはPMUオッズ17.0倍、JRAオッズ23.3倍の8番人気で出走。鞍上にはスミヨンを迎えた。レースではノータブルスピーチらを下してG1初制覇を果たした。

## 血統表
| ウエストオーバーの血統  | ウエストオーバーの血統                      | ウエストオーバーの血統                      | （血統表の出典）                            | （血統表の出典） |
| 父系                    | サドラーズウェルズ系                        | サドラーズウェルズ系                        | サドラーズウェルズ系                        | [ § 2 ]          |
| 父 Frankel 鹿毛 2008    | 父の父Galileo 鹿毛 1998                     | Sadler's Wells                              | Northern Dancer                             | Northern Dancer  |
| 父 Frankel 鹿毛 2008    | 父の父Galileo 鹿毛 1998                     | Sadler's Wells                              | Fairy Bridge                                |                  |
| 父 Frankel 鹿毛 2008    | 父の父Galileo 鹿毛 1998                     | Urban Sea                                   | Miswaki                                     | Miswaki          |
| 父 Frankel 鹿毛 2008    | 父の父Galileo 鹿毛 1998                     | Urban Sea                                   | Allegretta                                  |                  |
| 父 Frankel 鹿毛 2008    | 父の母Kind 鹿毛 2001                        | *デインヒル                                 | Danzig                                      | Danzig           |
| 父 Frankel 鹿毛 2008    | 父の母Kind 鹿毛 2001                        | *デインヒル                                 | Razyana                                     |                  |
| 父 Frankel 鹿毛 2008    | 父の母Kind 鹿毛 2001                        | Rainbow Lake                                | Rainbow Quest                               | Rainbow Quest    |
| 父 Frankel 鹿毛 2008    | 父の母Kind 鹿毛 2001                        | Rainbow Lake                                | Rockfest                                    |                  |
| 母 Sweepstake 鹿毛 2005 | 母の父Acclamation 鹿毛 1999                 | Royal Applause                              | ワージブ                                    | ワージブ         |
| 母 Sweepstake 鹿毛 2005 | 母の父Acclamation 鹿毛 1999                 | Royal Applause                              | Flying Melody                               |                  |
| 母 Sweepstake 鹿毛 2005 | 母の父Acclamation 鹿毛 1999                 | Princess Athena                             | Ahonoora                                    | Ahonoora         |
| 母 Sweepstake 鹿毛 2005 | 母の父Acclamation 鹿毛 1999                 | Princess Athena                             | Shopping Wise                               |                  |
| 母 Sweepstake 鹿毛 2005 | 母の母Dust Flicker 栗毛 1999                | Suave Dancer                                | Green Dancer                                | Green Dancer     |
| 母 Sweepstake 鹿毛 2005 | 母の母Dust Flicker 栗毛 1999                | Suave Dancer                                | Suavite                                     |                  |
| 母 Sweepstake 鹿毛 2005 | 母の母Dust Flicker 栗毛 1999                | Galaxie Dust                                | Blushing Groom                              | Blushing Groom   |
| 母 Sweepstake 鹿毛 2005 | 母の母Dust Flicker 栗毛 1999                | Galaxie Dust                                | High Galaxie                                |                  |
| 母系(F-No.)             | Mustard系(FN:1-c)                           | Mustard系(FN:1-c)                           | Mustard系(FN:1-c)                           | [ § 3 ]          |
| 5代内の近親交配         | Northern Dancer S4×S5、Blushing Groom M4×S5 | Northern Dancer S4×S5、Blushing Groom M4×S5 | Northern Dancer S4×S5、Blushing Groom M4×S5 | [ § 4 ]          |
| 出典                    | 1. 2. 3. 4.                                 | 1. 2. 3. 4.                                 | 1. 2. 3. 4.                                 | 1. 2. 3. 4.      |

- 半兄に2021年のサンクルー大賞を制したブルーム、グループ競走を5勝したポイントロンズデールがいる[18]。